# Henmaru Machino
Henmaru Machino (町野 変丸, Machino Henmaru), parfois « Hanmaru », est un auteur de bande dessinée japonaise né en 1969, dans la préfecture d'Aomori, au Japon.
Il est spécialisé dans le manga pornographique dans lesquels il intègre des aspects anormaux, gore ou surréalistes.

## Biographie
Il est né en 1969 au Japon[réf. souhaitée].
Il commence sa carrière en 1989 par un manga bishoujo destiné aux adultes.

## Style
Parce que l'auteur aborde des thématiques complètement folles, des fétichismes les plus ésotériques aux images grotesques mais aussi drôle et absurde, avec une créativité proche du surréalisme, il est décrit par l'éditeur anglais spécialisé en manga pornographique, Icarus Publishing (en), comme le Magritte du Hentai.
Ces mangas abordent les thèmes de la bestialité, de la dysmorphie, de l’hermaphrodisme, de la transformation corporelle et de paraphilies. Henmaru Machino participe également à l’exposition Superflat de Takashi Murakami,.

## Œuvre
- 1991 :
  - Nuruemon (ヌルえもん?)[OHP 1]
- 1993 :
  - The Best of Yumiko-chan (ザ・ベスト・オブゆみこちゃん?)[OHP 2] - Issui Sha/Izumi Comics
- 1994 :
  - Yellow missile (イエローミサイル?)[OHP 3]
  - Shōjo Chaos (少女カオス?)[OHP 4] - Mediax/MD Comics
  - Dog Doll (犬人形, Inu Ningyō?)[OHP 5] - Issui Sha/Izumi Comics
- 1995 :
  - 18 Gold (１８金?)[OHP 6]
- 1996 :
  - Maru Maru Henmaru Show (まるまる変丸ショウ?)[OHP 7] - East Press
  - Hōtō ni Atta Eroi Hanashi (本当にあったエロい話?)[OHP 8] - Sanwa Shuppan
  - Super Yumiko-chan Z Turbo (スーパーゆみこちゃんＺターボ?)[OHP 9] - Ohta Shuppan/Ohta Comics
- 1997 :
  - Big Hole (大穴, Ō-ana?)[OHP 10] - Issui Sha/Izumi Comics
  - Yumiko Hell (ゆみこ地獄, Yumiko Jigoku?)[OHP 11] - Sanwa Shuppan
  - Otacon 64 (オタコン64?)[OHP 12]
- 1998 :
  - Man O Michi (まん○道?)[OHP 13] - Issui Sha/Izumi Comics
  - Seventeen (17, セブンティーン?)[OHP 14] - Ohta Shuppan/Ohta Comics
  - Tokimeki Yumiko-chan Memorial (ト・キ・メ・キゆみこちゃんメモリアル?)[OHP 15] - Kubo Shoten/World Comics
  - UFO (UFO?)[OHP 16] - Sanwa Shuppan
  - Nuruemon (?) - Issui Sha/Izumi Comics
  - GO! GO! Yumiko-chan 99 (GO！GO！ゆみこちゃん99?)[OHP 17]
- 1999 :
  - Dokidoki Henmaru Show (ドキドキ変丸ショウ?)[OHP 7] - East Press
  - Nurunuru Yumiko Empire (ヌルヌルゆみこ帝国?)[OHP 18]
- 2001 :
  - Cool bicycle (かっこいい自転車?)[OHP 19]
  - Yumiko Juice (ゆみこ汁?)[OHP 20]
- 2002
  - Kenzen Hentai Shōjo (健全変態少女 (ワールドコミックススペシャル)?)[OHP 21] - Kubo Shoten/World Comics Special
  - Yumiko Forever (ゆみこフォーエバー (ワールドコミックスMAX)?)[OHP 22]
  - Yumiko Club (ゆみこ倶楽部 (ワールドコミックス)?)[OHP 23]

## Sources
- Cet article est partiellement ou en totalité issu de l'article intitulé « Henmaru Machino » (voir la liste des auteurs).